# Heteropoda boiei
Heteropoda boiei är en spindelart som först beskrevs av Carl Ludwig Doleschall 1859.  Heteropoda boiei ingår i släktet Heteropoda och familjen jättekrabbspindlar. Inga underarter finns listade i Catalogue of Life.